# Imzouren
Imzouren (tamazight: ⵉⵎⵣⵣⵓⵔⴻⵏ) är en stad i Marocko. Den ligger i provinsen Al Hoceïma och regionen Tanger-Tétouan-Al Hoceïma, 300 km öster om huvudstaden Rabat. Antalet invånare var 33 852 vid folkräkningen 2014.